# Mr. Bean na praznicima (2007.)
Mr. Bean na praznicima (eng. Mr. Bean's Holiday) filmska je komedija snimljena 2007. Ovaj američko-francusko-britanski film drugi je nastavak iz franšize o Mr. Beanu. Film je bio vrlo popularan te je zaradio 204 milijuna dolara više nego što je utrošeno u njegovo snimanje.

## Radnja
U Londonu, dobrodušni katolički svećenik svakog dana održava tombolu u kojoj pobjednicima daruje neki poklon (npr. popravak krova). Igrom slučaja, Mr. Bean osvaja putovanje u Cannes, videokameru i 200 eura. Odlazi na vlak, ali prije toga u francuskom restoranu napravi cirkus oko plate s morskim plodovima kad pojede škampov oklop.
Na peronu Gare de Lyona, Bean zamoli redatelja Emila Duchevskog da snima njegov ulazak u vlak njegovom novom videokamerom. Međutim, prvog puta prođe povorka, a drugog puta padne preko šalice s kavom, pa se snimanje mora ponavljati. Zbog toga Duchevsky zakasni na vlak koji odlazi s njegovim sinom Stepanom i Beanom. Njih dvojica izlaze iz vlaka, a Duchevskyjev vlak se ne zaustavi. On mu pokaže broj, ali Beanovi prsti sakriju zadnje dvije znamenke, pa oni bezuspješno pokušavaju nazvati oca. Bean zaboravi novčanik i putovnicu na telefonskoj govornici, pa ga zločesta gospođa izbacuje iz vlaka. Splet nesretnih događaja rastavlja Beana i Stepana.
Idućeg jutra, Bean se budi u francuskom selu kojeg napadaju nacistički vojnici i spašava mladu damu, no shvati da je u pitanju reklama koju snima redatelj Carson Clay. Bean postaje glumac i izvodi cirkus u zapozorju s marširanjem i korištenjem Hitlerovog pozdrava, ali dobije otkaz nakon što nehotice uništi studio u eksploziji. Bean nastavi autostopirati te ga pokupi glumica Sabine koja slučajno ide u Cannes. Na putu sreću Stepana koji je završio u rock grupi te ga uzmu sa sobom. Trio putuje cestom u Sabininom automobilu.
Na benzinskoj postaji, Sabine slučajno vidi da je Bean u televizijskim vijestima tražen zbog "otmice" Stepana, ali ga ne prijavi policiji kako ne bi zakasnila na film. Bean preruši sebe i dječaka u majku i kćer kako Sabine ne bi izgubila vrijeme zbog njih. Međutim, Sabinina uloga je na filmu srezana, pa Bean stavi snimke sa svoje videokamere koje se izvrsno uklapaju u Clayevo pripovijedanje. Publika je oduševljena filmom, a Stepan se ponovno nalazi s tatom.
U epilogu filma, Bean odlazi na plažu gdje svi likovi pjevaju francusku operu i zajedno se vesele.

## Uloge
- Rowan Atkinson kao Mr. Bean
- Emma de Caunes kao Sabine
- Max Baldry kao Stepan Duchevsky
- William Dafoe kao Carson Clay
- Karel Roden kao Emil Duchevsky
- Steve Pemberton kao katolički svećenik
- Jean Rochefort kao francuski konobar
- Catherine Hosmalin kao kontrolorica karta
- Urbein Cancelien kao vozač autobusa
- Stéphane Debac kao prometni policajac